# Xenonectriella physciacearum
Xenonectriella physciacearum is korstmosparasiet die behoort tot de familie Nectriaceae. Het parasiteert op Physcia. 

## Verspreiding
In Nederland komt Xenonectriella physciacearum zeer zeldzaam voor.